# Центральный район (Норильск)
Центральный район — район города Норильска.

## Описание
Центральный район был образован в 2004 году из исторического Норильска и присоединённого поселения инфраструктуры Оганер.
На территории Центрального района расположена основная часть улиц Норильска.

## Население
| 2006    | 2010     | 2021     |
| ------- | -------- | -------- |
| 131 900 | ↘105 720 | ↗106 044 |